# Tuberarcturus fungifer
Tuberarcturus fungifer är en kräftdjursart som först beskrevs av Oleg Grigor'evich Kussakin och Galina S. Vasina 1998.  Tuberarcturus fungifer ingår i släktet Tuberarcturus och familjen Antarcturidae. Inga underarter finns listade i Catalogue of Life.